# James Root
James Donald Root (Las Vegas, Nevada, 1971. október 2. –) a Slipknot és korábban a Stone Sour zenekar gitárosa.

## Általános jellemzés
Jim a Slipknot legkésőbb érkezett tagja, a Slipknot album felvétele után került a zenekarba, így a borítón nem ő, hanem elődje, Josh Brainard képét láthatjuk. Nagyon sokszínű, erőteljes gitáros, leginkább dobhártyaszaggató riffjeiről és őrült sebességű technikás játékáról híres. Magasságával társa, Mick Thomson (a Slipknot másik gitárosa) fölé tornyosul, bár a közös képeken mindig ügyel rá hogy alacsonyabbnak tűnjön nála, ezért hiszik azt sokan, hogy a zenekar legmagasabb tagja valójában Mick. Az eredeti hajszíne barna, de szereti festegetni, volt már neki szőke, fekete stb.

## Érdekességek
- Korábban az Atomic Operában és a Deadfrontban is zenélt.
- Mielőtt a zenei pályára lépett volna, egy étteremben mosogatással kereste a kenyerét.
- Kedvenc zenéi közé tartozik a Metallicától a St. Anger, a Master of Puppets, a Black Sabbathtól a Master Of Reality, A Red Hot Chili Pepperstől a Blood Sugar Sex Magik, valamint a Radioheadtől az OK Computer.

## Felszerelés

### Gitárok
- 1. Gitár: Speciális Charvel Jim Root prototype guitar (Fő gitár, drop H-ra hangolva)

Égertest (fekete)

Testen átmenő jávornyak (22 Jumbo érintővel)

EMG 81/60 pickupok

Fekete Hardware

Ernie Ball húrok (Méret: .011 .015 .018plain .028 .038 .058)
- 2. Gitár: Speciális Charvel Jim Root prototype guitar (Ritmusgitár a Heretic Anthemhez, A-ra hangolva)

Égertest (fekete)

Testen átmenő jávornyak (22 Jumbo érintővel)

EMG 81/60 pickupok

Arany hardware

Ernie Ball húrok (Méret: .012 .016 .020plain .030 .040 .064)
- 3. Gitár: Fender Flat Head Stratocaster (Tartalékgitár, H-ra hangolva, JR-berakással a 12. érintőnél)

Fekete égertest

EMG 81/60 pickupok

Ernie Ball húrok (Méret: .011 .015 .018plain .028 .038 .058)

### Effektek és egyéb cuccok
- Furman PL-Plus Power Conditioner
- Audio-Technica AEW-R5200 Receiver
- Whirlwind Multi-selector
- Dunlop Crybaby Custom Shop DCR-2SR Rackmounted Wah w/ expression pedál
- Korg DTR-1000 Rackmounted Tuner
- Digital Music Corp. GCX Switcher
- Maxon AF-9 Auto Filter
- Maxon OD-9 Overdrive
- Digitech Hyper Phase
- Dunlop JH-3S Jimi Hendrix Octave Fuzz
- MXR Auto Q Filter
- Digitech Synth Wah Envelope Filter
- MXR Bass Auto Q Filter
- Boss NS-2 Noise Suppressor
- Digital Music Corp. Ground Control Pro
- Digitech Whammy 4 pedál
- Planet Waves kábelek

### Hangosítás
Jim állítólag még mindig a megfelelő erősítőt keresi. A Signature Rivera fej, amit csak neki készítenek el, még gyártás alatt van, jelenleg a színpadon Bogner Uberschall erősítőt használ általában Mesa hangfalakkal, de időnként más kombinációt is kipróbál.

## Maszkok
Elsőnek kénytelen volt Josh maszkját viselni, ami egy fekete hóhérálarc volt. Ezt később lecserélte egy furcsa, leginkább udvari bolondra hasonlító maszkra, ami a többiek állítása szerint rendkívül büdös és undorító, próbákon az egész ház tele van vele.
A következő maszkja, amit az IOWA album megjelenése után viselt jóval letisztultabb, de megmaradt a gonosz vigyorgó maszk, fülig érő fekete mosollyal szürke alapon.
A Vol.3: Subliminal Verses album megjelenése óta leginkább a Hollóra emlékeztető fehér maszkot visel.